# Face monitoring
Face monitoring patří k základním marketingovým pojmům; zabývá se sledováním podílu vystavených produktů na prodejnách každého obchodu. Hlavní myšlenkou je správně a efektivně seřadit veškeré zboží tak, aby vliv umístění zboží na jeho prodejnost byl co nejúčinnější.

## Principy
Podle průzkumů se většina nákupních rozhodnutí ve všech kategoriích (zejména cukrovinek) odehrává až na prodejní ploše. Umístění produktů na prodejnách je z velké části ovlivněno dodavatelem podle obchodních podmínek, dodatečnými finančními podmínkami je obchod nucen umístit výrobky podle požadavků. Tyto požadavky mohou mít různorodou formu, např. umístění výrobku do samostatného display-kartónu nebo umístění výrobku dle velikosti regálové plochy. Prodejna každého maloobchodu má několik prvků, které hrají roli: umístění výrobků, celkové dispoziční řešení a vybavení prodejny, prodávaný sortiment, cenová hladina výrobků a rozsah služeb. Mezi zmiňovanými prvky existují silné vzájemné vazby. Rozmístění výrobků po prodejně by mělo být upraveno tak, aby zákazník během svého nákupu prošel pokud možno nejdelší trasu, aby tak při dodržení důslednosti a přehlednosti prodejny viděl co největší počet výrobků.

## Umístění zboží konkrétního výrobce, podporující prodej
- Vícenásobné umístění, jehož cílem je zvýšení pravděpodobnosti nákupu.
- Umístění ve výšce oči zákazníka, popřípadě nad touto úrovní (jedná-li se o výrobky pro děti, tato úroveň je nižší).
- Umístění většího množství produktů (facingů). Širší sortiment určité značky by měl být uspořádán vedle sebe, jelikož přitahuje pozornost k určité značce.
- Označení regálu pomocí tzv. poutačů (jméno či značka výrobce).
- Ohraničení části regálů pomocí zvláštních stojanů, které umožňují poutavou prezentaci daného zboží.
- Impulzivně nakupované zboží tam, kde se zákazník zdržuje (například u pokladny).
- Umístění sezónního zboží na zvláštně vymezených místech (zpravidla to bývají místa v blízkosti vchodu pokladny).

## Umístění zboží u pokladen
Místo u pokladen je velmi důležitou impulzní zónou pro prodej drobného zboží, především cukrovinek. Zde je poslední možnost oslovit nakupujícího nabídkou výrobků. Při placení u pokladny nebo čekání ve frontě u pokladen nakupujícího zláká nejprodávanější zboží, které má na dosah ruky. Nejlepší pozice pro nejprodávanější zboží se nachází na pokladním pultu a to po pravé a levé straně v první polici regálu. Největší plochu by měly zabírat čokoládové tyčinky, které tvoří více než jednu třetinu všech prodaných cukrovinek. Druhou třetinu prodeje představují žvýkačky. Zbytek tvoří ostatní doplňkové drobné zboží. Velmi dobrý je také aktivní prodej, při kterém pokladní aktivně nabízí výrobek při placení. Většinou to bývají tyčinky ve slevě nebo jiné drobné zboží, nebo to může být také nově zaváděný výrobek. Nejideálnější jsou výrobky s cenou do dvaceti korun. Tento aktivní prodej ve většině případů generuje obrat až osmkrát vyšší než při běžném prodeji.

## Triky supermarketů
1) Nejdražší zboží je umístěno na úrovni očí - V regálech je na úrovni očí umístěno strategicky právě to nejdražší zboží (s nejvyšší marží). Prodejci předpokládají, že se nakupující nebudou namáhat s braním zboží z hůře přístupných regálů, a proto umisťují levnější alternativy buď velmi vysoko, anebo skoro u země.
2) Zboží, které je nakupováno nejčastěji, je rozprostřeno po celé prodejně - Jedná se zejména o pečivo, mléko, nápoje a další zboží, které je rozprostřeno přes celou nákupní plochu a to většinou co nejdále od vchodu. Zboží je takto umístěno zejména proto, aby zákazníci při procházení obchodu z jednoho konce na druhý přihodili další zboží do nákupního košíku.
3) U vstupu jen ta největší lákadla - Tento druh zboží je většinou prodáván pod cenou a umisťován ke vstupu do prodejny a to z toho důvodu, aby nalákal zákazníka, stojícího před vchodem do prodejny.
4) Zboží, kterému se blíží doba spotřeby, patří dopředu - Srovnání zboží v regálu se také řídí určitým řádem, který platí hlavně u potravin s krátkou dobou spotřeby, jako jsou zejména jogurty, kdy se doplňované zboží dává zásadně na konec regálu. Proto je tedy spotřebiteli přímo nabízen nejméně čerstvý kus.
5) Označení, které je zavádějící - Obchodní řetězce často využívají praktik zavádějících označení a to z toho důvodu, aby zlepšily celkový dojem z výrobků v očích veřejnosti. Například české vlajky u cenovek, které vyvolávají dojem, že je daný produkt ryze český.
6) Občasné změny rozmístění jednotlivého zboží - Dané rozmístění se po určité době mění, a to z toho důvodu, aby zákazník při hledání potřebného zboží přihodil do košíku i něco navíc.
7) Větší balení = ne vždy výhodnější - Člověk podvědomě vnímá větší balení jako výhodnější, na to právě sází obchodnící a proto se občas stane, že po přepočtu několik malých balení vychází lépe než jedno větší, "výhodnější".
8) Velké nákupní vozíky - Vozíky bývají velké a hluboké, čímž podněcují nakupujícího k větším nákupům.
9) Širší nabídka díky zrcadlům - Prodejci umísťují do určitých oddělení (většinou se jedná o pečivo, ovoce a zeleninu) zrcadla, aby tak vytvořili dojem širší nabídky zboží.
10) Hudba a vůně - Účelem reprodukce hudby v obchodech je navození pohodové atmosféry, která podněcuje zákazníky k větším nákupům. Ze stejného důvodu jsou často využívány i průmyslové vůně.

## Chyby obchodníků
- V případě, že obchod nabízí příliš mnoho zboží (aby uspokojil co nejvíce zákazníků), paradoxně potenciální zákazníky spíše odradí, jelikož se v dané nabídce neorientují a je pro ně těžší najít to, co hledají. Čím méně vystavených modelů, tím lepší je schopnost komunikace obrazu zboží, která snižuje personální náklady. Nedostatek zboží zákazníky odradí taktéž.
- Prohřeškem je i nedostatečné osvětlení, chaoticky uspořádané zboží či použití tvrdých materiálů, které škodí akustice a neochota personálu.

## Umístění zboží v řetězcích s módou
Pro nejběžnější formy umísťování oblečení platí vesměs velmi podobná pravidla. Při vstupu do obchodu se napravo umisťuje dámská, nalevo pánská móda. Stojany se slevovými produkty bývají umístěny v nejzazší části prodejny a pokud prodejna nabízí i dětský sortiment, je většinou také v zadních částech prodejny. V případě, že jsou zahájeny velké sezónní výprodeje, je zlevněné zboží přemístěno do předních částí prodejny.
Jeden z nejdůležitějších způsobů prezentace kolekce je výloha. Je to první, co zákazník vidí, když prochází okolo prodejny a dle toho se rozhodne, zda do ní vstoupí, či nikoliv.
Při vstupu do prodejny zákazníci narazí na speciální prezentační stoly, kde se nacházejí nejaktuálnější kolekce. Tyto stoly mohou mít různou výškovou úroveň a kromě aktuálních trendů mohou na nich být vystaveny další vhodné doplňky k poslední módní kolekci.
Nejvýraznější prezentace by měly být v prodejně na stěnách. Stěna má pro zákazníka tři úrovně. První úroveň je ve výšce pasu. Zde jsou po celé délce stěny tyče pro zavěšení zboží a to buď čelně, na tzv. facingových tyčích, nebo na tzv. plné tyči, kde je celý outfit z kolekce zavěšen za sebou čelně nebo kolmo směrem k zákazníkům.
Ve druhé úrovni je zboží prezentováno pouze na facingových tyčích ve výšce očí. Na všech facingových tyčích je zboží také v outfitech, ale v jednodušších. Jedná se pouze o kombinaci dvou vrchních dílů, např. triko se svetrem, popř. prezentace vrstvení.
Na facingových tyčích ve druhé úrovni je také možné prezentovat doplňky, jako jsou kabelky nebo šátky a šály.
Třetí úroveň je pouze dekorační a pro zákazníka by měla být nedosažitelná. Jsou to busty, stojící uprostřed stěny na polici nebo plakát zavěšený tak, aby nebyl ani výš ani níž než busty. Tato výška je pro prodejnu tzv. uzavírací a nic už se nesmí prezentovat výš. Výšky polic pro busty a tyče na stěnách jsou dané.
Dále jsou v prodejně rozmisťovány stojany se zbožím, které respektují základní nabídku v rozmanitých barvách, přičemž na jednom stojanu může zákazník nalézt nabídku kabátů, na dalším nabídku triček, košil, svetrů, apod. Poslední typy stojanů obsahují starší kolekci, kde je nabídka menší a není vhodné ji prezentovat na stěnách, kde jsou již zavěšeny nejnovější kolekce.
Celkově bývají ostatní doplňky, jako jsou brýle, bižuterie a pásky, prezentovány na speciálních, k tomu určených stojanech v blízkosti pokladen.
Prodejny se snaží klást důraz na to, aby kolekce byly rozloženy tak, aby si každý zákazník mohl vybrat svůj osobitý styl a své oblíbené barvy. Zároveň může jasně vidět, jaké barvy se k sobě hodí a jaké kombinace jsou právě moderní.
Zboží je na prodejně rozděleno v první řadě do stylů, jako jsou City, Party, Casual a Basic a v neposlední řadě je velká pozornost věnována jeansovému programu.
Vše je vhodným způsobem roztříděno dle barev a samozřejmě také dle velikostního sortimentu.
Obecně platí, že nejnovější kolekce jsou nabízeny za nejvyšší ceny, u kolekce Basic bývají ceny spíše průměrné a starší kolekce se časem vyprodávají za nižší ceny.
Tyto aspekty nemusí být shodné u všech řetězců s oblečením, mohou zde být různé drobné odlišnosti.